# Rod am Berg
Rod am Berg ist ein Stadtteil von Neu-Anspach im südhessischen Hochtaunuskreis.

## Geschichte
Im Jahr 1256 wird Rod am Berg als der älteste Ortsteil von Neu-Anspach erstmals urkundlich erwähnt.
Ende des 14. Jahrhunderts ist Rod am Berg gemeinsam mit Brombach, Hunoldstal und Dorfweil Teil des Stockheimer Obergerichts. Der Pass Jammerhecke verbindet Rod am Berg mit den genannten Nachbarorten.
Mit der Zusammenfassung der Ämter Stockheim und Usingen im Jahr 1729 kommt Rod am Berg zum Amt Usingen und gehört zum Fürstentum Nassau-Usingen. Am 1. April 1886 entstand aus dem Amt Usingen der Landkreis Usingen, zu dem Rod am Berg bis zur Fusion zum Hochtaunuskreis im Rahmen der Gebietsreform in Hessen im Jahr 1972 gehörte.
Hessische Gebietsreform
Im Zuge der Gebietsreform in Hessen fusionierten zum 1. Dezember 1970 die Gemeinde Rod am Berg mit den beiden Nachbargemeinden Anspach und Hausen-Arnsbach zur neuen Gemeinde Neu-Anspach. Ortsbezirke wurden nicht eingerichtet.

## Religion
Die evangelische Kirche von Rod am Berg war seit Beginn des 13. Jahrhunderts kirchliches Zentrum für einige Dörfer des oberen Weiltals. Mit der Reformation wurde Rod am Berg lutherisch und stand damit in natürlicher Konkurrenz zu den Gemeinden des nahen kurmainzischen Gebietes. Die evangelische Kirchengemeinde Rod am Berg besteht heute noch aus den Orten Rod am Berg, Dorfweil, Hunoldstal und Brombach und deckt sich somit mit dem oben erwähnten Stockheimer Obergericht.

## Wappen
Ab 1816 ist in den Siegeln des Schultheißen des Dorfes der Hirsch enthalten. 1953 erhielt der Ort offiziell die Genehmigung des hessischen Innenministeriums zur Führung eines eigenen Wappens. Es zeigt einen nach links schreitenden roten Hirsch auf gelbem Grund. Im Wappen der Stadt Neu-Anspach verweist eine Geweihstange im rechten unteren Eck auf das Wappen von Rod am Berg.

## Kultur und Sehenswürdigkeiten

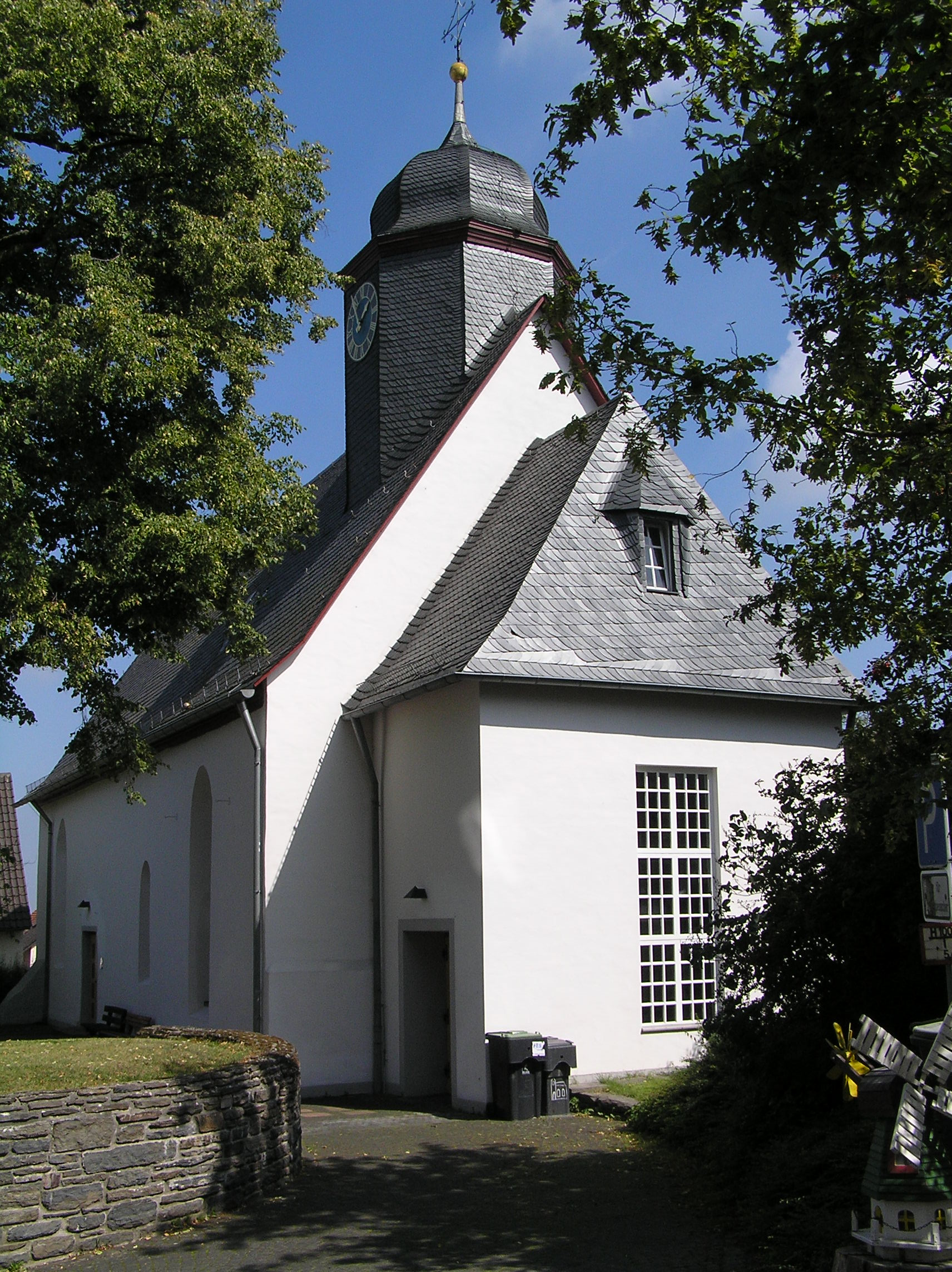
Kirche Rod am Berg

Der Name Rod am Berg leitet sich vom Begriff Rodung ab.

## Infrastruktur
In den 1960er Jahren wurde das Dorfgemeinschaftshaus des Dorfes errichtet. Ebenfalls aus den 1970er Jahren stammte die Wassertretanlage, die allerdings nicht mehr existiert. Auf dem Sportplatz Wassertretanlage trainierte später die Baseballmannschaft der Neu-Anspacher „Eagles“. Heute befindet sich hier der Trainingsplatz eines Hundevereines.

## Persönlichkeiten
- Johann Reinhard Rus (1679–1738), orientalischer Philologe, Gräzist und evangelischer Theologe, geboren in Rod am Berg
- Hölzerlips, bürgerlich Georg Philipp Lang (1770–1812), 1812 in Heidelberg hingerichteter Räuber, geboren in Rod am Berg